# 山脇義久
山脇 義久（やまわき よしひさ、生没年不詳）は明治時代の彫師。

## 来歴
月岡芳年の門人。岡山の人で、実弟が山月堂という吉備団子屋を営む家に生まれた。幼少時、彫師の2代目大塚鉄五郎に入門したが、中途で絵の道を志して芳年の門を敲いた。芳年はまず義久の本業である彫刻の技術を試みようとし、明治24年（1891年）、秋山滑稽堂から出版の「くら比良喜」という山姥と金太郎を描いた大判3枚続の錦絵を彫らせてみた。そして、芳年は義久の彫りの技量が優れている点を見抜いて彫師として立つよう勧めたといわれる。後に『やまと新聞』において芳年、水野年方の挿絵を担当、さらに鏑木清方専属となった。作品には「義久刀」と入れており、嵩山堂や博文館の小説の木版口絵も担当していた。